# Josefa Tinajero
Josefa Tinajero Checa (Quito, agosto de 1779 - Ibídem, 8 de julio de 1849) fue una quiteña independentista.

## Biografía
Sus padres fueron el Capitán Fernando Tinajero y la señora Rosa Tinajero. Formó parte del grupo de mujeres que se reunían en casa de Manuela Espejo para el diálogo de las causas independentistas, además de política, literatura y cultura. Se casó con Joaquín Tinajero, quien fue su tío, pero tuvo que separarse de él por las normativas de la iglesia católica que regían la sociedad quiteña del siglo XIX; tras ello conoció a Juan de Dios Morales, con quien se casó y procreó una hija, llamada Manuela Tinajero.

## Reconocimientos
Una calle del Distrito Metropolitano de Quito fue nombrada en su honor.